# دحمان دريش
دحمان دريش (بالأمازيغية: ⵎoⵀⴰⵎⴻⴷ ⴷⴻⵔⵉⵛⵀⴻ) هو فنان غناء شعبي جزائري من مواليد 13 فيفري 1963م ببلدية الثنية في ولاية بومرداس بالجزائر.

## التكوين الموسيقي
درس «دحمان دريش» خلال سنوات الثمانينات في المعهد الوطني العالي للموسيقى مع عبد القادر شرشام.
ثم تألق في «حصة ألحان وشباب» التي تخرج منها كثير من المغنين الجزائريين.
وقد احتك بكثير من شيوخ الغناء الشعبي الجزائري، كما شارك في العديد من المهرجانات الموسيقية.

## الألبومات

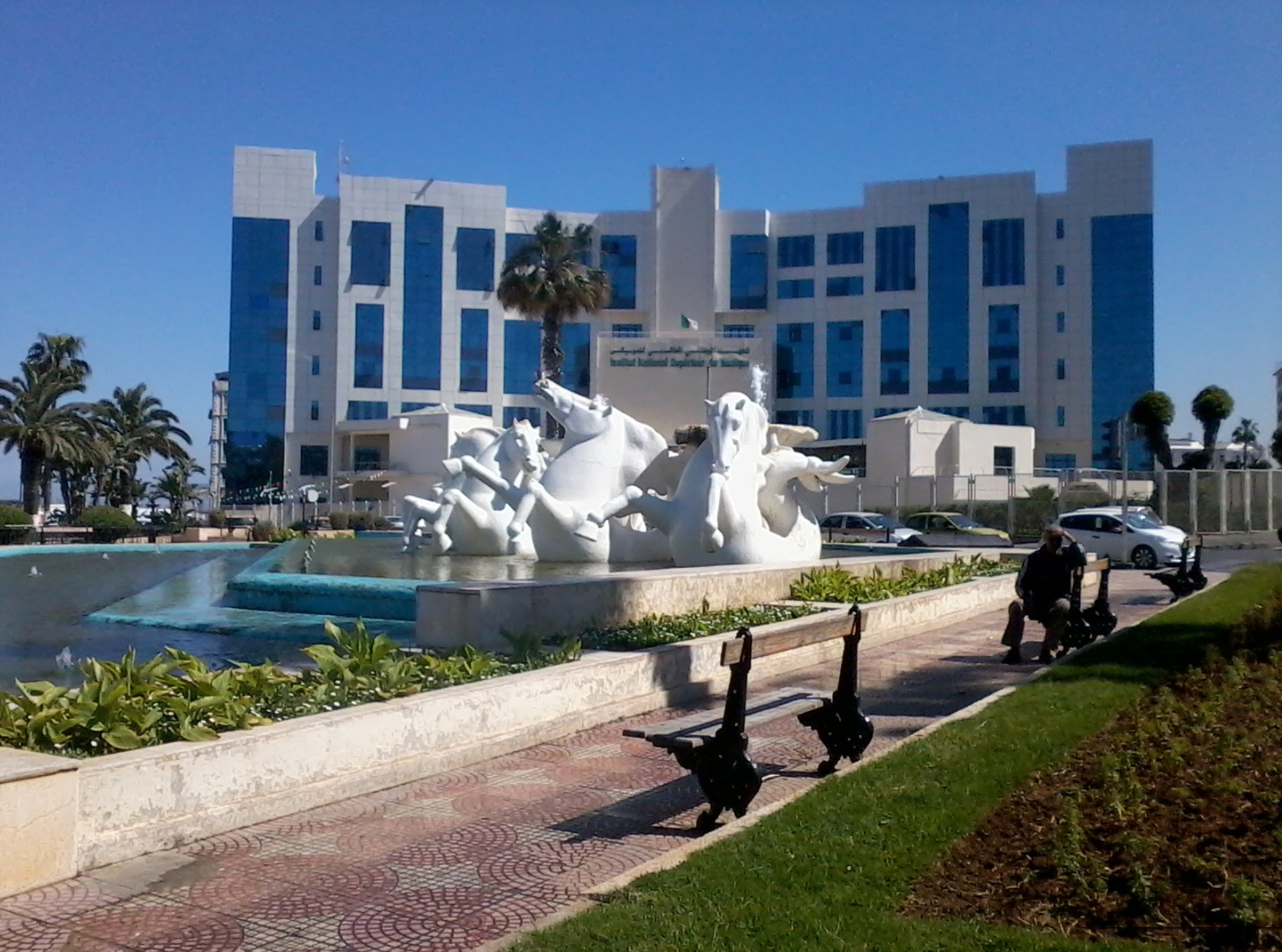
المعهد الوطني العالي للموسيقى

### الغربة
أصدر الفنان «دحمان دريش» أبوما غنائيا خلال سنة 2011م بعنوان «الغربة» به ثمان أغنيات في طبع الشعبي الجزائري، من كلمات ياسين بوزامة ومن تلحين المغني نفسه.
1. الغربة.
2. ما عنديش.
3. لمريض.[6]
4. يا زايدة.
5. شحال سماط.
6. عزيز علي.
7. صالح عبدو.

### بحور الجزائر
أصدر الفنان «دحمان دريش» أبوما غنائيا خلال سنة 2015م بعنوان «بحور الجزائر» به سبع أغنيات في طبع الشعبي الجزائري، اشترك في كتابة الكلمات كل من الهادي بوكورة وياسين بوزامة و«دريش دحمان»، ومن تلحين المغني نفسه.
1. كلام الناس مسموم ويجرح.
2. نحمد الله عايش قيسي.
3. بحور الجزائر.
4. يا مول المال خاف مولاك وارحمني شويا.[8]
5. هنا نرجاك ولهيه نرجاك.
6. اليوم محيتك من بالي ما راك لي ماني ليك.
7. الله الله يا الله لا إله إلا الله.

## وصلات أخرى

### مواضيع ذات صلة
- قائمة أعلام الجزائريين
- وزارة الثقافة الجزائرية
- ثقافة جزائرية
- الفن الزواوي
- الموسيقى الأمازيغية
- الإذاعة الجزائرية
- تراث شعبي
- محمد دريش
- دحمان دريش (سياسي)
- إلياس دريش
- رشيد دريش
- محمد دريش (أكاديمي)
- منطقة القبائل
- عروش الزواوة
- ولاية بومرداس
- دائرة الثنية
- الثنية (ولاية بومرداس)
- عرش آيث عيشة

### فايسبوك
- دحمان دريش  على فيسبوك.

### فيديوهات
- فنان الشعبي "دحمان دريش": أغنية "صلوا على النبي" على يوتيوب
- فنان الشعبي "دحمان دريش": أغنية "الوالدين" على يوتيوب
- فنان الشعبي "دحمان دريش": أغنية "يا بنت الحلال" على يوتيوب
- فنان الشعبي "دحمان دريش": أغنية "يا دزاير" على يوتيوب
- فنان الشعبي "دحمان دريش": أغنية "أنت أنت نرجاك" على يوتيوب
- فنان الشعبي "دحمان دريش": أغنية "لو كان يرجع الصغر" على يوتيوب
- فنان الشعبي "دحمان دريش": أغنية "يا مجول أرواح معايا" على يوتيوب
- فنان الشعبي "دحمان دريش": حصة تلفزيونية مع الفنان "دحمان دريش" على يوتيوب
- فنان الشعبي "دحمان دريش": حصة تلفزيونية مع الفنان "دحمان دريش" على يوتيوب

## وصلات خارجية
- الموقع الرسمي لوزارة الثقافة الجزائرية
- الموقع الرسمي لولاية بومرداس
- الموقع الرسمي لولاية الجزائر